# Ковтуненко, Вячеслав Михайлович
Вячесла́в Миха́йлович Ковтуне́нко (1921—1995) — советский и российский конструктор ракетно-космических систем, участник разработки первых отечественных боевых баллистических ракет и программы изучения околоземного космоса с помощью спутников различного назначения, а также нескольких международных космических проектов.
Герой Социалистического Труда (1961), член-корреспондент АН СССР (1984) и АН УССР (1972), действительный член Международной академии астронавтики (2012). Заслуженный деятель науки и техники РСФСР (1991), кандидат технических наук (1953), доктор технических наук (1960), профессор (1962). Лауреат Ленинской премии (1960), Государственной премии СССР (1978), премий Академий наук СССР и ЧССР.
Главный конструктор, технический руководитель проекта «Венера — комета Галлея».

## Биография
Вячеслав Михайлович Ковтуненко родился 31 августа 1921 года в Покровске (ныне — город Энгельс Саратовской области). После окончания школы в 1939 году поступил в Рыбинский авиационный институт. В августе 1941 года добровольцем ушёл на фронт, оставив обучение. Воевал на Западном фронте заместителем политрука роты 914-го сапёрного полка 29-й армии. Во время одного из боёв, в октябре 1941 года, получил тяжёлое ранение, был госпитализирован и в августе 1942 года демобилизован из рядов Советской Армии.
В 1942 году он поступил в Ленинградский государственный университет на математико-механический факультет. После окончания университета в 1947 году был направлен на работу в подмосковный город Калининград (ныне Королёв) на засекреченное в те годы предприятие — НИИ-88 (ныне РКК «Энергия» им. С. П. Королёва). В должности инженера-проектанта В. М. Ковтуненко занимался баллистикой, прочностью и аэродинамикой первых отечественных баллистических ракет, некоторое время — по конструкторским разработкам С. П. Королёва.
В 1953 году, вместе с группой специалистов, В. М. Ковтуненко был направлен для работы над одной из тем С. П. Королёва в только что созданное ОКБ-586 (позже КБ, а затем НПО «Южное») в город Днепропетровск (Украинская ССР), главным конструктором которого являлся М. К. Янгель. Осенью 1953 года Ковтуненко был назначен начальником проектного отдела, состоящего из четырёх секторов: проектно-конструкторского, баллистики и динамики, нагрузок и прочности, головных частей. Тогда же он защитил кандидатскую диссертацию на тему «Теоретические и экспериментальные исследования аэродинамики воздушных рулей».
В 1960 году В. М. Ковтуненко была присуждена учёная степень доктора технических наук, в этом же году он стал лауреатом Ленинской премии, а в 1962 году его утвердили в учёном звании профессора.
В 1961 году было организовано КБ-3 (структурное подразделение ОКБ-586), которое проектировало ракетно-космические комплексы научного, военного и народно-хозяйственного назначения. Начальником и главным конструктором КБ-3 был назначен Вячеслав Михайлович Ковтуненко, одновременно он работал заместителем М. К. Янгеля. При активном участии В. М. Ковтуненко была разработана и успешно реализована программа «Космос», ставшая конверсионной.
До 1977 года последовательно занимал должности начальника сектора, заместителя начальника, главного конструктора КБ «Южное». В декабре 1977 года В. М. Ковтуненко был назначен главным конструктором, а в 1986 году — генеральным конструктором и генеральным директором НПО имени С. А. Лавочкина. Большинство космических проектов, которые реализовывались под его руководством, осуществлялись в рамках международной кооперации. Признанием его заслуг в этом направлении стало избрание Вячеслава Михайловича в 1987 году действительным членом Международной академии астронавтики.
Накопленный его коллективом опыт в дальнейшем был использован для разработки спутниковых систем связи «Зеркало», «Купон», «Норд», принципиально новых информационных космических систем, в частности, высокоорбитальных систем наблюдения с использованием крупногабаритных космических телескопов, обеспечивающих решение задач особой государственной важности, а также систем двойного назначения.
В. М. Ковтуненко умер 10 июля 1995 года после продолжительной болезни. Похоронен в Москве на Троекуровском кладбище.

## Разработки
Под руководством и при непосредственном участии В. М. Ковтуненко были разработаны проекты космических экспедиций к планете Венера, обеспечивших решение следующих задач:
- «Венера-11», «Венера-12» и «Венера-13», «Венера-14» — десантирование спускаемых аппаратов на поверхность планеты (впервые получены цветные изображения панорам с места посадки);
- «Венера-15», «Венера-16» — дистанционное исследование планеты (впервые проведено радиолокационное картографирование венерианской поверхности);
- «Вега-1», «Вега-2» (международный проект «Вега») — исследование в рамках одной экспедиции двух небесных тел, Венеры и кометы Галлея (при десантировании на поверхность Венеры впервые в мировой практике осуществлен запуск аэростатного зонда для изучения глобальной циркуляции атмосферы планеты и исследовано ядро кометы при пролете вблизи него сквозь кому)[1].

За успешную реализацию проекта «Вега» В. М. Ковтуненко был награждён орденом Ленина.
В 1986 году после назначения генеральным конструктором НПО им. С. А. Лавочкина Вячеслав Михайлович принимал непосредственное участие в международном проекте «Марс-96». Согласно программе академии наук предусматривалось возобновление исследований планеты Марс. Под руководством Ковтуненко были созданы первые межпланетные автоматические космические аппараты нового поколения «Фобос-1» и «Фобос-2» (международный проект «Фобос»), которые совершили экспедиции к Марсу и его спутнику Фобосу.

## Награды и звания
- Три ордена Ленина (1959, 1961, …)
- Орден Отечественной войны 2-й степени (11.03.1985)
- Медали
- Ленинская премия (1960)
- Государственная премия СССР (1978)
- Премии Академий наук СССР и ЧССР
- Заслуженный деятель науки и техники РСФСР (1991)